# Chansolme
Chansolme este o comună din arondismentul Port-de-Paix, departamentul Nord-Ouest, Haiti, cu o suprafață de 53,19 km2 și o populație de 27.611 locuitori (2009).